# 마리에 호라치코바
마리에 호라치코바(체코어: Marie Horáčková, 체코어 발음: [ˈmarɪjɛ ˈɦoraːtʃkovaː], 1997년 12월 24일~)는 체코의 양궁 선수이다. 2020년 하계 올림픽에 체코 국가대표로 참가했으며 세계 선수권 대회에서 개인전 1회(2023) 우승을 차지했다.

## 개인사
어머니인 바르보라 호라치코바도 양궁 선수로 활동했다.